# Агабабаев, Тофик Мамедали оглы
Тофиг Мамедали оглы Агабабаев (азерб. Tofiq Məmmədəli oğlu Ağababayev; 8 сентября 1928, Баку — 20 декабря 2024, Баку) — азербайджанский художник. Народный художник Азербайджана (2006).

## Биография
Тофиг Агабабаев родился 8 сентября 1928 года в городе Баку в семье военного. После окончания 9-го класса средней школы поступил на отделение живописи Азербайджанского государственного художественного училища имени А. Азимзаде. Обучался в училище с 1946 по 1951 год.
В 1953—1959 годах учился на стеклокерамическом факультете Санкт-Петербургской художественной академии имени барона Штиглица (бывшее Высшее художественно-промышленное художественное училище имени В. Мухиной), получив специальность «стеклокерамика».
В 1966—1968 годах работал главным художником города Баку.
С именем Тофига Агабабаева связано восстановление герба Бакинского Совета, создание символического ключа Баку.
Скончался 20 декабря 2024 года в возрасте 96 лет.

## Творчество
Создал произведения в области монументального декоративно-прикладного искусства, графики и живописи.
Среди произведений триптих «Азербайджанская лирика» (керамика, 1960), мозаичная доска «Азербайджанский цирк», мозаичное панно «Весна» (мрамор, эмаль, 1970 г.) в стиле миниатюры у парка детской железной дороги в Баку, «Апшеронский заповедник», «Бакинская нефть на фронт», «Мешабайи», «Дыхание земли», «Май 1945 года, Баку» и другие декоративные работы.
Написал портреты маслом «Студентка» (1972); «Академик З. Буньядов» (1978 г.); «Академик И. Оруджева» (1978 г.); «Шах Исмаил» (1988—1989); «У. Гаджибеков» (1992).
Выполнил мозаичные работы в здании Госкомстата, спортивного зала Архитектурно-строительного университета.
Портрет Шаха Исмаила хранится в галерее Уффици.
В 1967 году удостоен премии Совета Министров Азербайджанской ССР («Зорхана» и др., смальта, 1967).
В последние годы написал произведения «Краски надежды», «Без слов», «Весенняя песня», «Восточный мотив», «Весеннее дыхание». Работы Тофига Агабабаева хранятся в Государственном музее Азербайджана, фонде Союза художников Азербайджана, музеях США, Лондона, Канады и многих других музеях и частных галереях.

## Награды
- Заслуженный деятель искусств Азербайджана (4 марта 1992)[5].
- Народный художник Азербайджана (29 декабря 2006)[6].
- Персональная пенсия Президента Азербайджана (17 июня 2008)[7]
- Орден «Слава» (12 сентября 2023)[8]